# Marcelo Augusto Mathias da Silva
Marcelo Augusto Mathias da Silva (Juiz de Fora, Minas Gerais, 26 de agosto de 1991-La Unión, Antioquia, 28 de noviembre de 2016), más conocido como Marcelo, fue un futbolista brasileño que jugó como defensor central para Chapecoense. Anteriormente jugó para Volta Redonda y Flamengo.

## Fallecimiento
El 28 de noviembre de 2016, Marcelo, equipo técnico y compañeros de equipo del Chapecoense se dirigían desde Santa Cruz de la Sierra, Bolivia a Medellín, Colombia para disputar la final de la Copa Sudamericana 2016, cuando de pronto, la aeronave del vuelo 2933 de LaMia se estrelló en el municipio de La Unión en Colombia, a pocos minutos de su destino. Él y otros 70 pasajeros en el vuelo, fallecieron.

## Carrera

### Estadísticas de carrera
(Actualizado al 1 de noviembre de 2016) 
| Club             | Temporada        | Liga             | Liga        | Liga  | Copa Brasil | Copa Brasil | Copa Libertadores | Copa Libertadores | Copa Sudamericana | Copa Sudamericana | Liga local  | Liga local | Total       | Total |
| Club             | Temporada        | División         | Apariciones | Goles | Apariciones | Goles       | Apariciones       | Goles             | Apariciones       | Goles             | Apariciones | Goles      | Apariciones | Goles |
| ---------------- | ---------------- | ---------------- | ----------- | ----- | ----------- | ----------- | ----------------- | ----------------- | ----------------- | ----------------- | ----------- | ---------- | ----------- | ----- |
| Flamengo         | 2014             | Série A          | 17          | 1     | 3           | 0           | -                 | -                 | -                 | -                 | 14          | 1          | 34          | 2     |
| Flamengo         | 2015             | Série A          | 11          | 0     | 2           | 0           | -                 | -                 | -                 | -                 | 4           | 0          | 17          | 0     |
| Flamengo         | Total            | Total            | 28          | 1     | 5           | 0           | 0                 | 0                 | 0                 | 0                 | 18          | 1          | 51          | 2     |
| Chapecoense      | 2016             | Série A          | 12          | 0     | 1           | 0           | -                 | -                 | -                 | -                 | 9           | 0          | 22          | 0     |
| Chapecoense      | Total            | Total            | 12          | 0     | 1           | 0           | 0                 | 0                 | 0                 | 0                 | 9           | 0          | 22          | 0     |
| Total de carrera | Total de carrera | Total de carrera | 40          | 1     | 6           | 0           | 0                 | 0                 | 0                 | 0                 | 27          | 1          | 73          | 2     |

## Palmarés

### Títulos internacionales
| Título            | Equipo      | Sede            | Año  |
| ----------------- | ----------- | --------------- | ---- |
| Copa Sudamericana | Chapecoense | América del Sur | 2016 |